# Wolmar Schildt

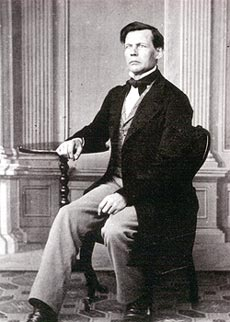
Wolmar Schildt.

Wolmar Styrbjörn Schildt, född 31 juli 1810 i Laukas, död 8 maj 1893 i Jyväskylä, var en finländsk läkare och skriftställare (under pseudonymen Volmari Kilpinen). 
Schildt, som blev medicine doktor 1840, var provinsialläkare i Saarijärvi, sedermera Jyväskylä distrikt 1839–1888. Han gjorde sig främst känd för sina strävanden att göra finskan till ett kulturspråk och bygga upp en finskspråkig bildad klass. Bland initiativ som utgick från honom märks grundandet av det första finskspråkiga läroverket 1858 i Jyväskylä. Han var även en nyskapare av det finska språket; han bildade inemot 500 nya finska kulturord, av vilka ett hundratal har tagits i bruk (till exempel tiede "vetenskap", taide "konst", kirje "brev", yksilö "individ", esine "objekt", henkilö "person, figur", kirjailija "författare", oppilas "elev", yleisö "publik", sairaala "sjukhus", vankila "fängelse"). Han översatte Euklides geometri till finska (1847).